# فهرست کشورها بر پایه دارایی‌های مالی خارجی
این فهرست کشورها بر پایه دارایی‌های مالی جهانی آنها است، بر پایه این فهرست مجموع دارایی‌های عمومی و خصوصی تحت مالکیت ساکنان قابل پرداخت در ارز، سهام، و اوراق قرضه آنها محاسبه شده‌است. این جدول بر اساس گزارش، آلیانز، شرکت خدمات مالی منتشر شده‌است امار بر اساس میلیارد یورو است.
| رتبه | کشور                | ۲۰۱۶    | ۲۰۱۵    | ۲۰۱۴    | ۲۰۱۳    | ۲۰۱۲    | ۲۰۱۱   | ۲۰۱۰   |
| ---- | ------------------- | ------- | ------- | ------- | ------- | ------- | ------ | ------ |
| -    | جهان                | ۱۵۴٬۸۲۶ | ۱۳۵٬۷۱۱ | ۱۱۸٬۲۷۸ | ۱۱۱٬۲۲۰ | ۱۰۳٬۲۹۹ | ۹۵٬۲۶۴ | ۸۲٬۲۴۳ |
| 1    | ایالات متحده آمریکا | ۶۵٬۱۵۶  | ۵۶٬۴۵۶  | ۴۸٬۲۵۹  | ۴۲٬۱۶۹  | ۳۸٬۶۹۳  | ۳۵٬۵۴۳ | ۳۲٬۰۲۰ |
| 2    | چین                 | ۱۹٬۶۵۱  | ۱۴٬۲۲۳  | ۱۰٬۵۴۴  | ۸٬۴۶۳   | ۶٬۴۸۰   | ۴٬۴۵۹  | ۳٬۳۹۳  |
| 3    | ژاپن                | ۱۳٬۷۵۳  | ۱۲٬۰۶۳  | ۱۱٬۷۱۶  | ۱۳٬۹۹۱  | ۱۵٬۵۷۲  | ۱۴٬۱۷۲ | ۱۱٬۲۷۳ |
| 4    | بریتانیا            | ۸٬۵۶۲   | ۷٬۶۴۲   | ۵٬۸۷۴   | ۵٬۶۰۵   | ۵٬۱۲۸   | ۵٬۰۶۷  | ۴٬۶۶۹  |
| 5    | آلمان               | ۵٬۴۸۵   | ۵٬۲۳۱   | ۵٬۱۵۳   | ۴٬۹۴۰   | ۴٬۷۱۵   | ۴٬۹۳۴  | ۴٬۶۷۲  |
| 6    | فرانسه              | ۴٬۸۶۹   | ۴٬۶۷۸   | ۴٬۴۲۹   | ۴٬۲۲۸   | ۴٬۰۰۲   | ۳٬۹۹۵  | ۳٬۸۳۰  |
| 7    | ایتالیا             | ۴٬۱۱۷   | ۳٬۹۳۴   | ۳٬۸۹۷   | ۳٬۷۱۸   | ۳٬۵۴۹   | ۳٬۶۵۵  | ۳٬۵۲۳  |
| 8    | کانادا              | ۴٬۰۹۱   | ۴٬۰۷۴   | ۳٬۵۷۰   | ۳٬۶۵۵   | ۳٬۲۸۱   | ۲٬۷۱۱  | ۲٬۰۲۲  |
| 9    | استرالیا            | ۲٬۸۸۹   | ۲٬۶۸۶   | ۲٬۴۵۸   | ۲٬۶۵۱   | ۲٬۱۱۰   | ۱٬۹۵۳  | ۱٬۵۲۵  |
| 10   | کره جنوبی           | ۲٬۴۹۴   | ۲٬۱۷۰   | ۱٬۸۱۷   | ۱٬۷۶۱   | ۱٬۵۴۰   | ۱٬۴۳۵  | ۱٬۲۰۰  |
| 11   | تایوان              | ۲٬۳۳۰   | ۲٬۰۶۶   | ۱٬۷۸۵   | ۱٬۷۶۴   | ۱٬۶۴۶   | ۱٬۶۲۳  | ۱٬۱۸۳  |
| 12   | هلند                | ۲٬۱۹۵   | ۲٬۱۲۹   | ۲٬۰۳۸   | ۱٬۹۸۴   | ۱٬۸۳۲   | ۱٬۷۴۶  | ۱٬۵۲۳  |
| 13   | سوئیس               | ۲٬۱۶۴   | ۱٬۹۴۴   | ۱٬۷۹۴   | ۱٬۷۴۴   | ۱٬۶۵۴   | ۱٬۵۷۵  | ۱٬۲۳۹  |
| 14   | اسپانیا             | ۲٬۰۰۸   | ۱٬۹۸۳   | ۱٬۸۷۹   | ۱٬۷۰۶   | ۱٬۷۱۶   | ۱٬۷۷۷  | ۱٬۷۵۳  |
| 15   | هند                 | ۱٬۶۲۲   | ۱٬۳۱۵   | ۱٬۰۵۴   | ۱٬۰۴۳   | ۸۹۵     | ۹۸۹    | ۶۵۱    |
| 16   | سوئد                | ۱٬۲۷۸   | ۱٬۱۵۸   | ۱٬۰۴۱   | ۸۷۹     | ۷۳۶     | ۷۳۹    | ۵۶۲    |
| 17   | بلژیک               | ۱٬۲۱۹   | ۱٬۱۹۳   | ۱٬۰۹۰   | ۱٬۰۲۶   | ۹۴۰     | ۹۱۸    | ۹۰۰    |
| 18   | مکزیک               | ۹۳۴     | ۹۳۶     | ۸۷۶     | ۸۶۷     | ۷۶۸     | ۸۱۹    | ۵۶۱    |
| 19   | دانمارک             | ۸۲۳     | ۷۶۶     | ۶۶۵     | ۶۵۹     | ۶۳۲     | ۵۸۷    | ۵۲۶    |
| 20   | برزیل               | ۷۹۷     | ۱٬۲۰۴   | ۱٬۱۳۳   | ۱٬۲۷۲   | ۱٬۲۸۷   | ۱٬۲۲۴  | ۷۶۰    |
| 21   | اسرائیل             | ۶۸۸     | ۵۵۳     | ۵۱۷     | ۴۷۵     | ۴۸۲     | -      | -      |
| 22   | سنگاپور             | ۶۴۰     | ۵۸۸     | ۵۱۰     | ۵۱۵     | ۴۳۵     | ۴۳۱    | ۳۱۷    |
| 23   | اتریش               | ۶۱۴     | ۵۸۰     | ۵۴۰     | ۵۲۴     | ۵۰۹     | ۴۹۸    | ۴۴۰    |
| 24   | روسیه               | ۶۰۷     | ۲۹۷     | ۴۹۷     | ۴۵۳     | ۳۶۶     | ۲۸۲    | ۱۹۸    |
| 25   | مالزی               | ۴۵۴     | ۴۷۵     | ۴۲۲     | ۴۱۰     | ۳۶۴     | ۳۴۸    | ۲۶۵    |
| 26   | آفریقای جنوبی       | ۴۳۹     | ۵۰۲     | ۴۴۶     | ۵۰۱     | ۱۷۶     | ۲۰۵    | ۱۵۴    |
| 27   | نروژ                | ۴۲۸     |         | ۳۹۸     | ۴۱۴     | ۳۵۷     | ۳۴۵    | ۳۰۲    |
| 28   | تایلند              | ۴۱۳     |         | ۳۰۶     | ۳۱۶     | ۲۳۷     | ۲۱۱    | ۱۱۹    |
| 29   | نیوزیلند            | ۴۱۰     |         | ۱۵۹     | ۱۵۰     | ۱۳۱     | ۱۲۴    | ۸۹     |
| 30   | لهستان              | ۴۰۷     |         | ۳۷۰     | ۳۳۸     | ۲۸۵     | ۲۸۱    | ۲۳۱    |
| 31   | پرتغال              | ۳۷۴     |         | ۴۰۰     | ۳۸۸     | ۳۸۴     | ۳۹۵    | ۳۹۰    |
| 32   | جمهوری ایرلند       | ۳۵۵     |         | ۳۳۵     | ۳۲۰     | ۳۰۰     | ۲۹۴    | ۳۰۷    |
| 33   | ترکیه               | ۳۱۱     |         | ۲۳۷     | ۲۴۸     | ۲۲۱     | ۱۹۱    | ۱۹۷    |
| 34   | فنلاند              | ۳۰۱     |         | ۲۵۲     | ۲۳۷     | ۲۳۲     | ۲۴۰    | ۲۰۲    |
| 35   | شیلی                | ۲۹۷     |         | ۲۵۳     | ۲۶۷     | ۲۲۸     | ۲۶۱    | ۱۴۵    |
| 36   | اندونزی             | ۲۸۷     |         | ۲۴۴     | ۲۷۷     | ۲۰۹     | ۱۶۹    | ۱۲۲    |
| 37   | یونان               | ۲۳۹     |         | ۲۹۰     | ۲۵۹     | ۲۴۴     | ۲۷۶    | ۲۸۷    |
| 38   | جمهوری چک           | ۱۹۰     |         | ۱۵۳     | ۱۶۳     | ۱۵۱     | ۱۳۶    | ۱۲۴    |
| 39   | کلمبیا              | ۱۴۲     |         | ۱۴۸     | ۱۶۰     | ۱۳۲     | ۱۱۵    | ۸۲     |
| 40   | مجارستان            | ۱۳۰     |         | ۱۰۲     | ۹۹      | ۸۸      | ۱۰۴    | ۱۰۱    |
| 41   | رومانی              | ۱۱۴     |         | ۱۱۱     | ۸۴      | ۱۴۷     | ۱۱۲    | ۹۱     |
| 42   | پرو                 | ۱۰۰     |         | ۸۰      | ۸۱      | ۷۰      | -      | -      |
| 43   | آرژانتین            | ۸۶      |         | ۷۰      | ۷۶      | ۷۰      | ۴۷     | ۳۴     |
| 44   | اسلواکی             | ۵۹      |         | ۵۲      | ۵۰      | ۴۵      | ۴۱     | ۳۹     |
| 45   | بلغارستان           | ۵۸      |         | ۴۸      | ۴۵      | ۳۶      | ۳۸     | ۳۳     |
| 46   | کرواسی              | ۵۲      |         | ۴۸      | ۴۸      | ۴۳      | ۴۵     | ۴۸     |
| 47   | اسلوونی             | ۳۹      |         | ۳۹      | ۳۸      | ۴۱      | ۴۲     | ۴۰     |
| 48   | اوکراین             | ۳۸      |         | ۸۲      | ۷۷      | ۶۰      | ۴۱     | ۲۹     |
| 49   | لیتوانی             | ۳۴      |         | ۲۸      | ۲۴      | ۲۴      | ۲۲     | ۲۱     |
| 50   | لتونی               | ۲۶      |         | ۱۵      | ۱۴      | ۱۲      | ۱۴     | ۱۱     |
| 51   | قزاقستان            | ۲۴      |         | ۲۸      | ۲۶      | ۲۲      | ۱۷     | ۱۴     |
| 52   | استونی              | ۲۲      |         | ۱۶      | ۱۹      | ۲۱      | ۱۹     | ۲۳     |
| 53   | صربستان             | ۱۳      |         | ۱۳      | -       | -       | -      | -      |